# Lounge

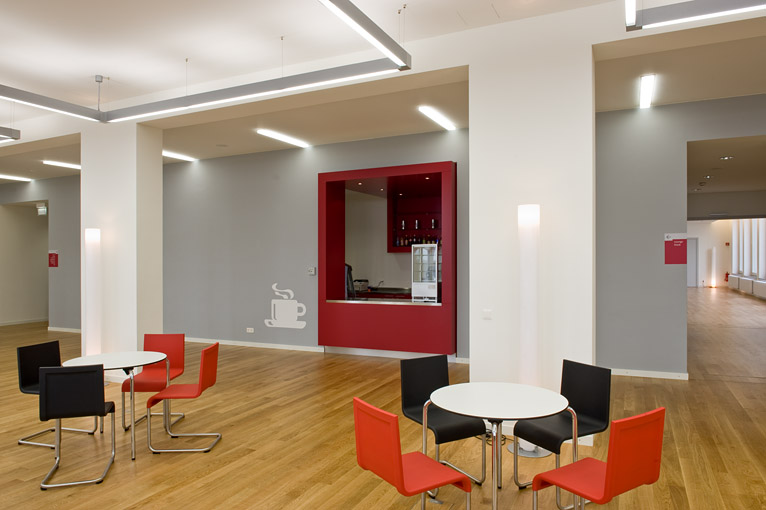
Habitación característica de género Lounge

El lounge es un género de música, una variación, principalmente del jazz, que se conoce desde la década de 1950. Se caracterizaba por presentar ritmos sensuales y desprovistos de una instrumentación recargada. Está basada en los abundantes sonidos del Swing y el Big Band de la década de 1950, combinado con ideas del worldbeat, para convertirse en un híbrido sonoro muy placentero y de fácil escucha.
El lounge es sobre todo un “modo de interpretación”, por el que pueden pasar géneros tan diversos como jazz, bossa nova, mambo, chachachá o música étnica.
El término lounge podría traducirse al castellano como vestíbulo o salón de descanso; el lugar de un hotel donde uno puede sentarse a beber algo, conversar y escuchar música suave. Por extensión, la palabra pasó a designar a toda una cultura dedicada al placer, la comodidad y la elegancia. Si hoy la estética lounge es una opción de moda, se lo debe a la industria discográfica de fines de la década del ’90.
Durante las décadas de 1960 y 1970, buenos exponentes de este "modo de interpretación" fueron por ejemplo: el compositor y director de orquesta Henry Mancini, Tom Jobim, el organista Walter Wanderley o la cantante brasileña de bossa nova Astrud Gilberto.
En la actualidad, el lounge es una variación del jazz que se diferencia del bossa nova principalmente porque el lounge es sobre todo bailable y está compuesto con sucesiones armónicas de jazz.
Lounge es un concepto que puede sonar algo forzado, pero que evidencia de manera perfecta un sonido, y una intención en la manera de hacer música. 
Durante años la música lounge marcó varias épocas del siglo XX, bajo distintos esquemas: solistas, orquestas, instrumentales, siempre bajo el mismo tenor: servir de acompañamiento para reuniones sociales de cierto nivel, con música de calidad, interpretada por músicos a la altura.
Desde el inicio de la década de 1990 se tiene a esta corriente musical como una alternativa para poder tener una conversación sin estridencias y estímulos sensoriales, que inviten al público a calmarse, poner suavemente los pies sobre la tierra y entrar en relación con otras expresiones artísticas actuales y muy sofisticadas. 
En la década de 1990 el lounge volvió por sus fueros debido al agotamiento de géneros como el Jazz o el bossa nova. 
La gente buscó refinar su oído con melodías de buen gusto, de sonidos agradables y atmosféricos. 
Ahora la tendencia está revestida de sonidos con el saxofón con sabor étnico provenientes del mundo árabe, de Brasil o de África. Las más famosas recopilaciones de Buddha Bar, Thievery Corporation, Henry Mancini, Nacho Sotomayor, Juan García Esquivel, el Café del Mar o el Hotel Costes de París.
Desde inicios de 2000 es sinónimo de easy listening (música de fácil escucha para un relax rutinario), aunque se equilibra con una corriente de música ambiental y downtempo en extremo complaciente. El lounge es un término amplio que desborda la música y que refleja un modo de vida propio que se refleja en la decoración, en las bebidas, la moda y el cine.
- Datos: Q1141081
- Multimedia: Lounge music / Q1141081